# Gordini T16
La Gordini T16, chiamata anche Gordini Type 16, è una monoposto utilizzata nelle gare di Formula 1 e Formula 2, costruita dalla scuderia francese Gordini per partecipare Campionato mondiale di Formula 1 e usata dal 1952 al 1956.